# Убштадт-Вайгер
Убштадт-Вайгер (нім. Ubstadt-Weiher) — громада в Німеччині, знаходиться в землі Баден-Вюртемберг. Підпорядковується адміністративному округу Карлсруе. Входить до складу району Карлсруе.
Площа — 36,48 км2. Населення становить 13 046 ос. (станом на 31 грудня 2020).